# Gesellschaft für Deutsch-Sowjetische Freundschaft

Logo der Gesellschaft für Deutsch-Sowjetische Freundschaft (DSF)

Die Gesellschaft für Deutsch-Sowjetische Freundschaft (DSF) war eine Massenorganisation in der DDR, die den Bürgern Kenntnisse über die Kultur und Gesellschaft der Sowjetunion vermitteln sollte.

## Politische Funktion als Massenorganisation in der DDR

### Aufgabe
Die DSF wurde gegründet, um antisowjetische Einstellungen in der Bevölkerung abzubauen. Es sollte breiten Massen die selbstverstandene Wahrheit über die Sowjetunion vermittelt werden. Dazu wurden intensiv Mitglieder geworben, später bereits an den Schulen.
Der Trend der umfassenden Mitgliederwerbung setzte sich auch während der Entspannungspolitik und der Politik der Friedlichen Koexistenz fort. Nunmehr sollte die DSF Freundschaft und Zusammenarbeit zwischen der DDR und UdSSR fördern, Wissen über die Sowjetunion verbreiten und sozialistische und kommunistische Verhaltensweisen anerziehen. Die Mitgliederzahl stieg von etwa 3,5 Millionen im Jahr 1972 auf 6,4 Millionen im Jahr 1988. Die Mitgliedschaft war grundsätzlich freiwillig. Eine Weigerung zum Eintritt wurde aber vereinzelt von Partei- und Gewerkschaftsfunktionären sowie staatlichen Leitern hinterfragt. Dies führte zwar nicht automatisch, aber gelegentlich, zu Nachteilen für den betreffenden DDR-Bürger. Die Mitgliedschaft in der DSF sollte die Verbundenheit mit dem sozialistischen System und dem „ersten sozialistischen Staat“ ausdrücken und wurde mit verschiedenen Mitteln eingefordert. Zum Beispiel war es eine Grundbedingung, dass die Arbeiter, Bauern und Angestellten in den Brigaden auch Mitglieder der DSF waren, andernfalls hatte ihre Brigade im Sozialistischen Wettbewerb geringe Chancen auf Auszeichnung als Kollektiv der sozialistischen Arbeit.

### Kulturelle Aktivitäten

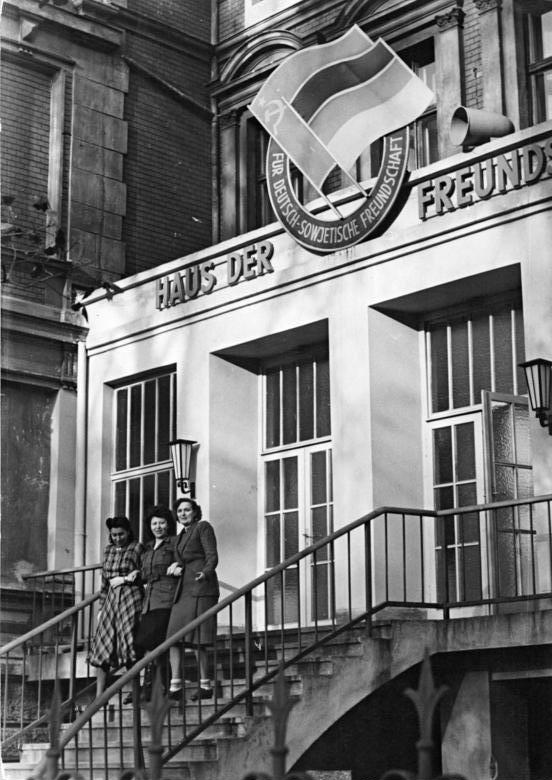
Kulturhaus in Berlin-Treptow mit dem Logo der Gesellschaft über dem Eingang

Neben den politischen Aspekten (insbesondere Agitation und Propaganda) organisierte die DSF kulturelle und sportliche Aktivitäten in den Städten, Gemeinden und Schulen, bei denen es um das gegenseitige Kennenlernen der Menschen und Kulturen beider Staaten ging. Waren es 1970 noch 394.000 Veranstaltungen, stieg deren Gesamtzahl 1988 auf 1.161.262,
darunter zum Beispiel:
- Unter dem Motto Von der Sowjetunion lernen, heißt siegen lernen wurden Anfang 1951 für den 3. Kongress Studienreisen, Sprachkurse und Kulturveranstaltungen organisiert.
- Jährlich fand im Mai eine DDR-weite Woche der deutsch-sowjetischen Freundschaft statt.
- Gemeinsam mit der Pionierorganisation Ernst Thälmann und der FDJ initiierte die DSF an den Schulen (speziell im Russischunterricht) Brieffreundschaften zwischen deutschen und sowjetischen Kindern und Jugendlichen.
- Mit den jährlichen sogenannten Freundschaftszügen fuhren Kinder ins jeweils andere Land, um den Sommer in internationalen Ferienlagern zu verbringen.
- Empfang und Betreuung von Reisegruppen aus der Sowjetunion sowie Entsendung von Reisegruppen aus der DDR in die Sowjetunion.
- Jährlich wurde von der DSF ein Preisausschreiben unter den Mitgliedern veranstaltet, wo es als Hauptpreis eine Reise in die Sowjetunion zu gewinnen gab.

Tatsächlich waren viele Mitglieder nur passiv und haben nie eine Veranstaltung der DSF besucht. Die Mitgliedschaft bot DDR-Bürgern die Möglichkeit, die manchmal nützliche „gesellschaftliche Aktivität“ auf Mindestniveau nachzuweisen. Auf der anderen Seite wurden über die DSF Elemente aus Arbeitskultur und Alltag aus der UdSSR auf das Leben der DDR übertragen, wo sie teilweise abgelehnt, zum Teil aber auch modifiziert oder direkt übernommen wurden.

### Von der DSF vergebene Auszeichnungen
- Ehrennadel der Gesellschaft für Deutsch-Sowjetische Freundschaft, die als nichtstaatliche Auszeichnung jährlich in der „Woche der deutsch-sowjetischen Freundschaft“ in den Stufen Silber und Gold an Mitglieder der DSF verliehen wurde.
- Ehrenschleife des Zentralvorstandes der DSF und Ehrenschleife des Bezirksvorstandes der DSF oder Eintragungen in das Ehrenbuch der Bezirksvorstände der DSF erhielten verdiente Kreisorganisationen der DSF.
- Johann-Gottfried-Herder-Medaille: wurde ab 1957 auf Festveranstaltungen, deren Mitorganisator häufig die DSF war, an verdienstvolle Russisch-Lehrer und ab 1958 auch an Schüler, Lehrlinge und Studenten mit hervorragenden Leistungen im Fach Russisch in drei Stufen verliehen.
- Ehrenplakette „Kollektiv Deutsch-Sowjetische Freundschaft“, eine Auszeichnung, die ähnlich dem staatlichen Ehrentitel Kollektiv der sozialistischen Arbeit nach der ersten Verleihung jährlich verteidigt werden musste
- Kunstpreis der DSF: vergeben ab 1957 „für das beste Werk der Plastik, Malerei und Grafik, das den Gedanken der Freundschaft zwischen dem sowjetischen und dem deutschen Volk überragend ausdrückt.“[7]

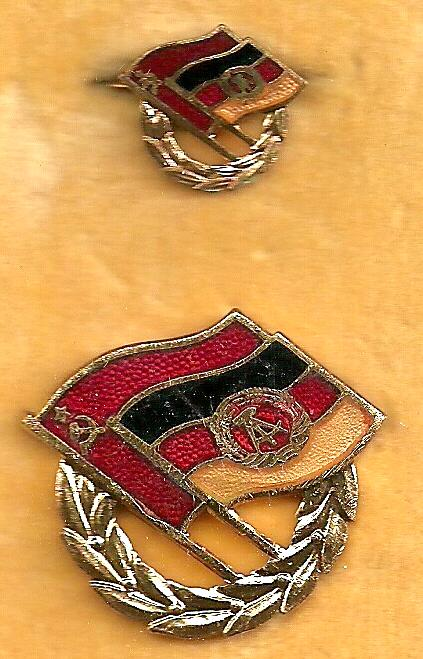
Ehrennadel der DSF, große und kleine Variante in der Form ab 1960
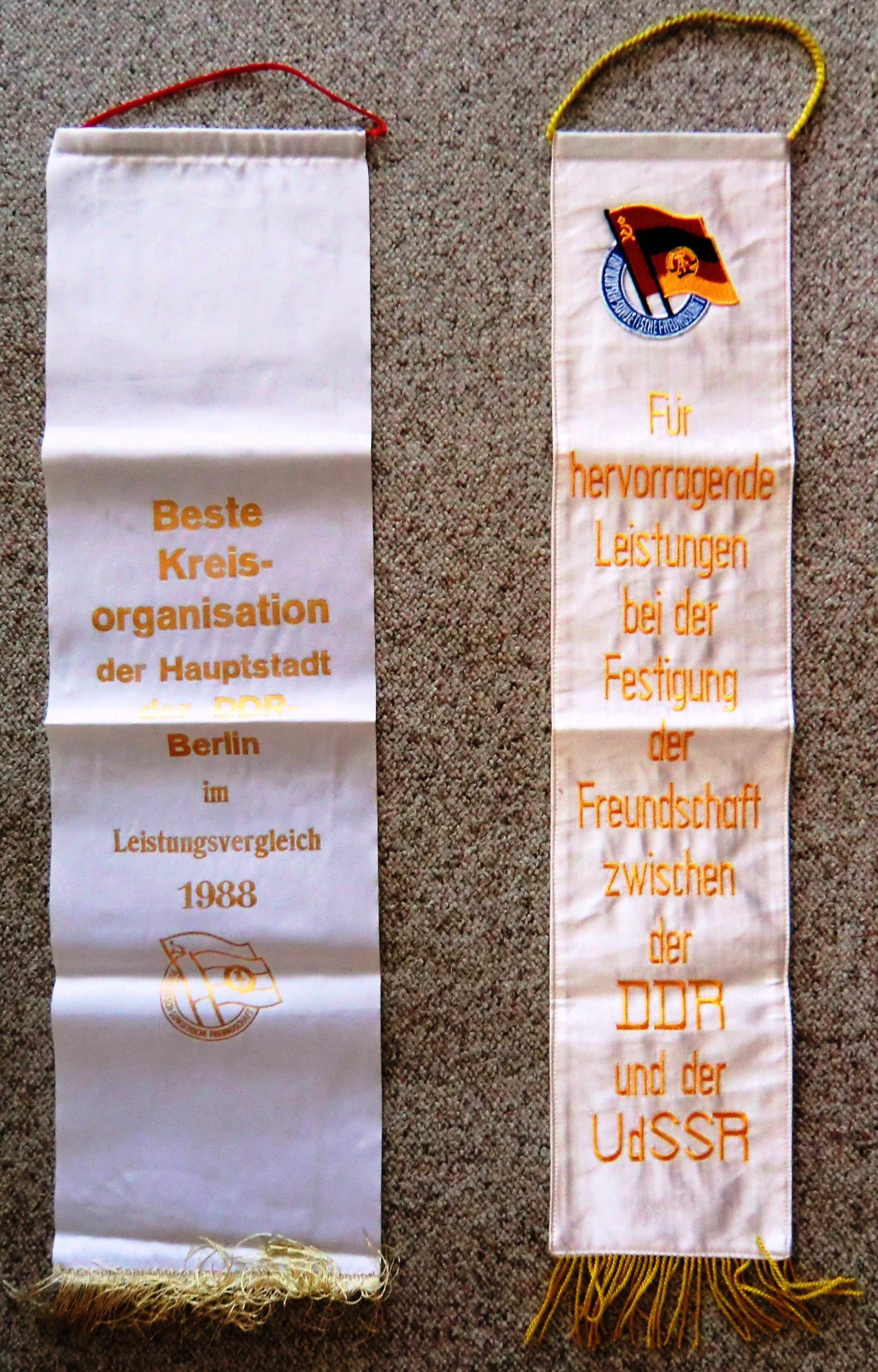
Ehrenschleife des Bezirksvorstandes Berlin der DSF (links) und Ehrenschleife des Zentralvorstandes der DSF
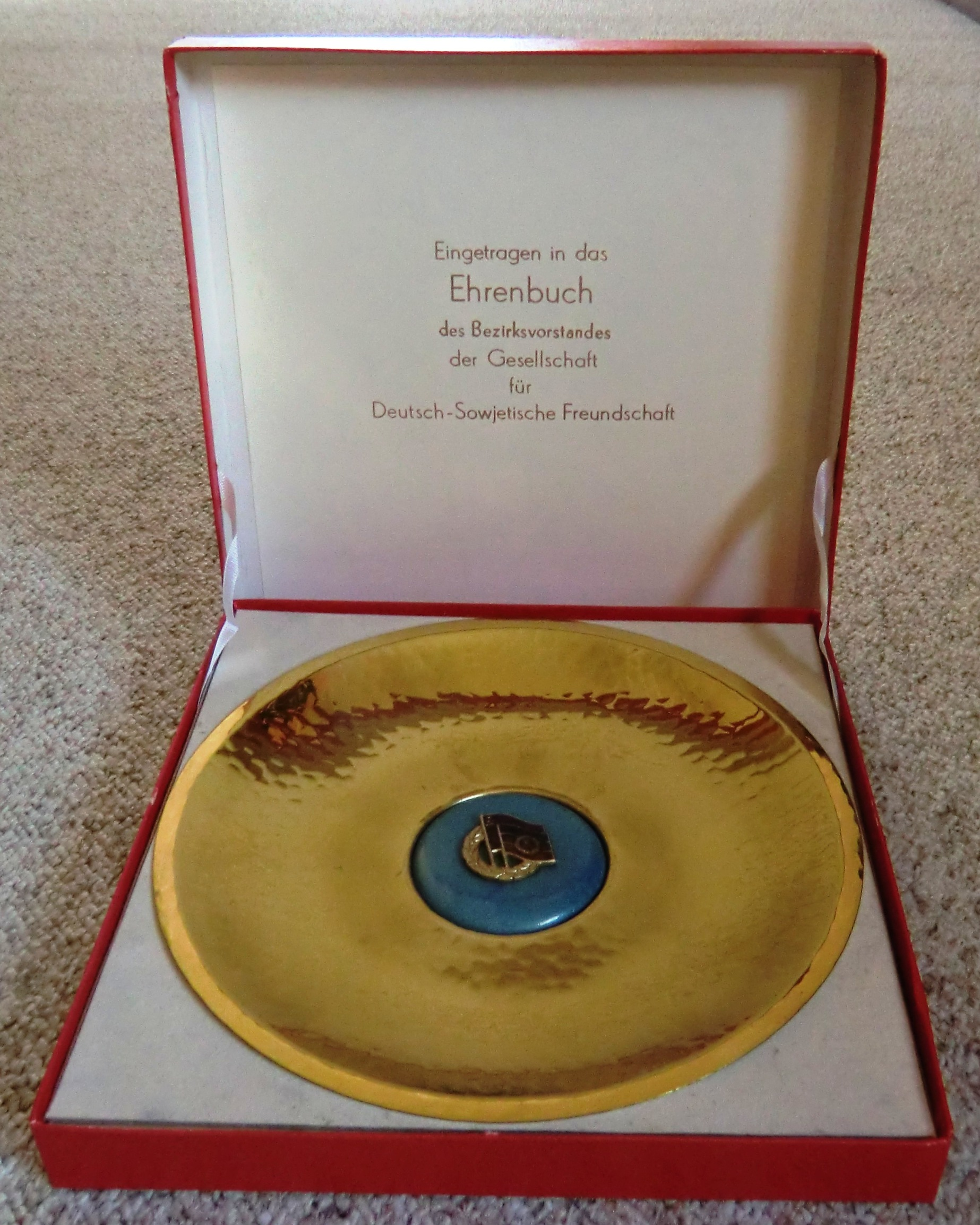
Trophäe zur Eintragung in das Ehrenbuch der Bezirksvorstände der DSF
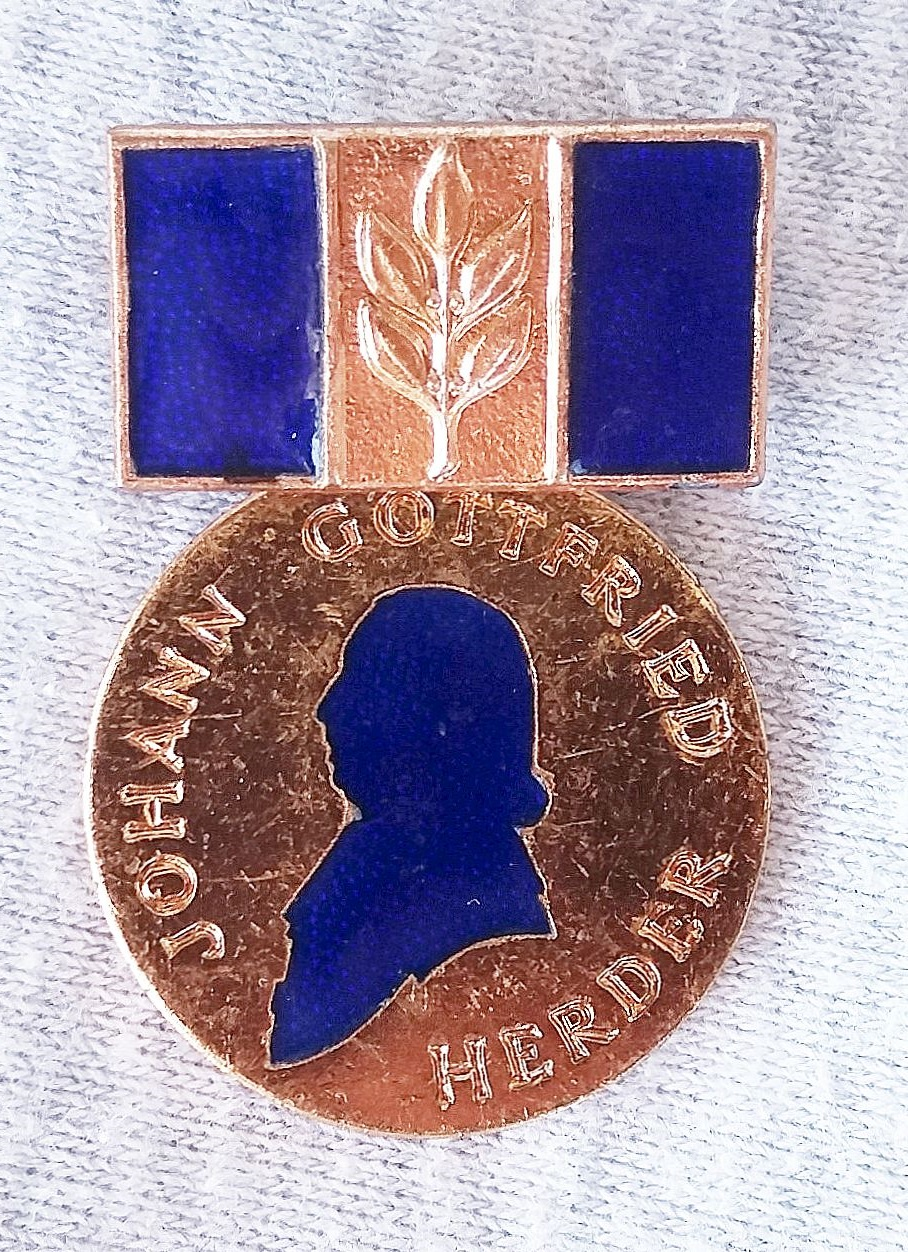
Johann-Gottfried-Herder-Medaille in Bronze
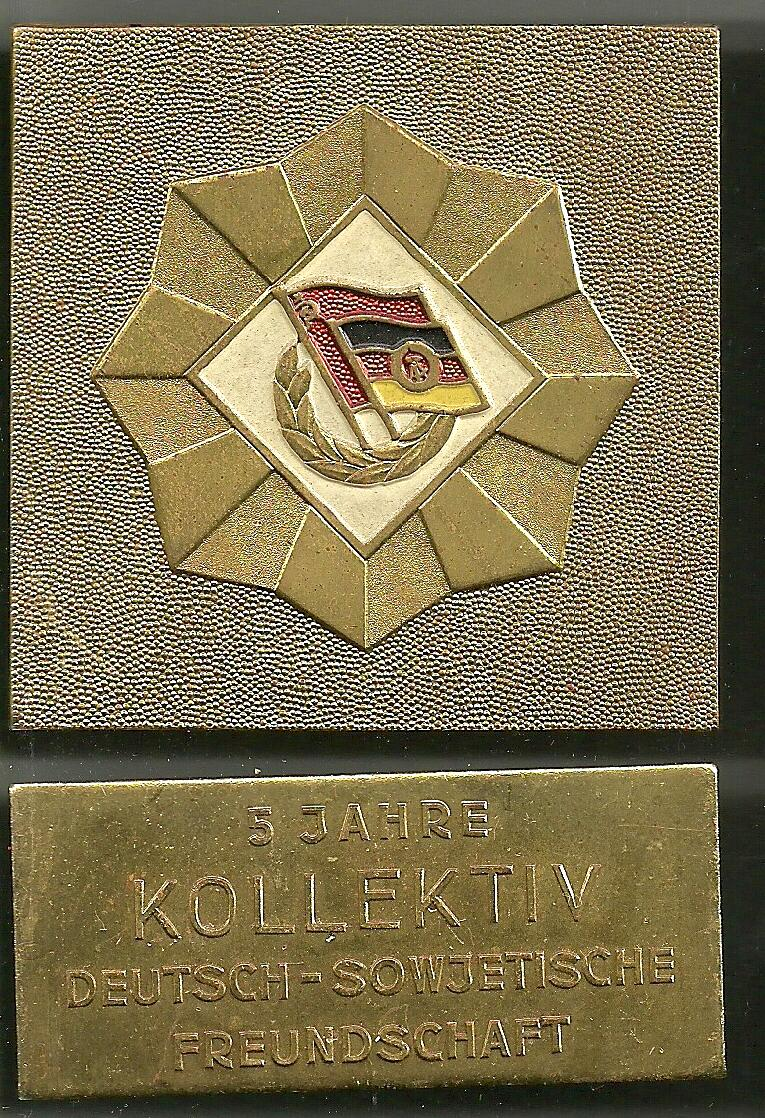
Ehrenplakette Kollektiv Deutsch-Sowjetische Freundschaft für fünffache Verteidigung

## Organisation

### Gliederung

Flagge der DSF

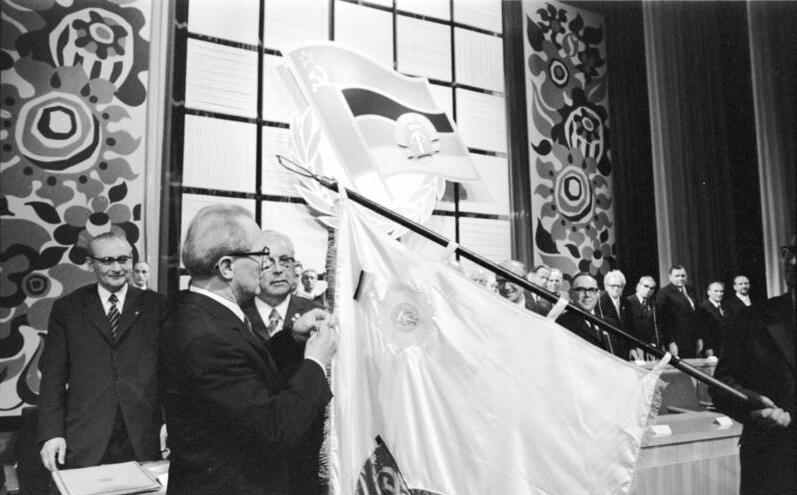
Verleihung des Großen Sterns der Völkerfreundschaft an die DSF durch Erich Honecker, Berlin 1972

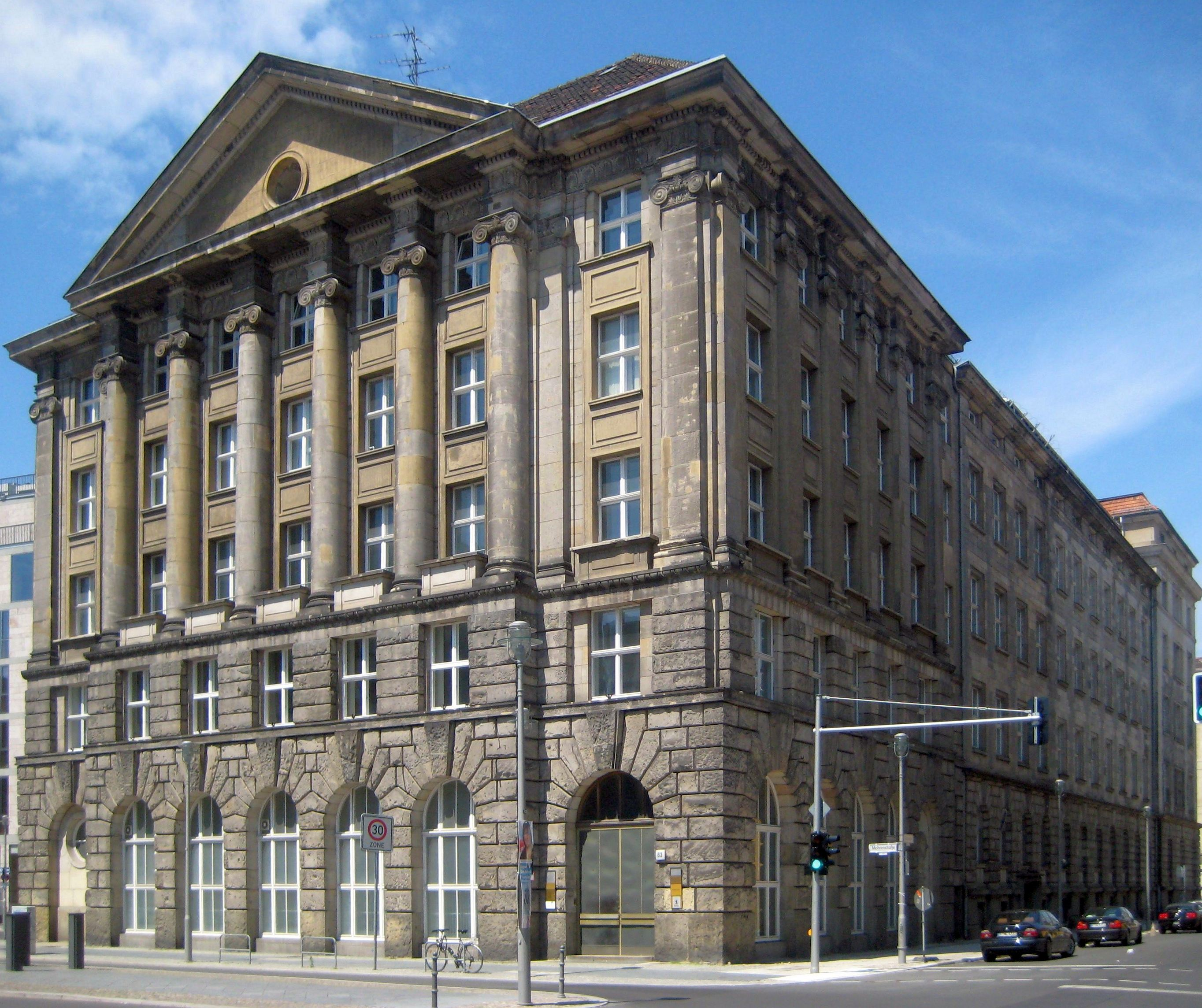
Sitz der DSF in der Mohrenstraße 63 in Berlin

Gegliedert war die DSF in Grundeinheiten, Kreis- und Bezirksorganisationen sowie in einen alle fünf Jahre von einem Kongress gewählten Zentralvorstand mit Präsidenten und Generalsekretär. Der Zentralvorstand hatte bis 1981 seinen Sitz in Berlin-Mitte im Zentralen Haus der DSF, im Palais am Festungsgraben (Haus am Kastanienwäldchen). Danach befand er sich im Gebäude Mohrenstraße 63, das bereits seit 1950 durch die DSF genutzt wurde und seinerzeit eigens für diesen Zweck umgebaut wurde. Aus dieser Zeit stammt das Relief an der Fassade mit dem Porträt des russischen Komponisten Michail Iwanowitsch Glinka. In jeder Bezirksstadt und in mehreren Kreisstädten gab es ein Haus der DSF.
Die DSF hatte von 1947 bis 1964 einen eigenen Buch- und Zeitschriftenverlag, den Verlag Kultur und Fortschritt, in dem Übersetzungen sowjetischer Literatur erschienen. Zudem gab er die Zeitschrift Sowjetwissenschaft und unter anderem die Blätter Presse der Sowjetunion und Freie Welt heraus.

### Präsidenten des DSF-Zentralvorstandes
- 1947–1950: Jürgen Kuczynski
- 1950–1958: Friedrich Ebert junior
- 1958–1962: Georg Handke
- 1963–1968: Johannes Dieckmann
- 1968–1978: Lothar Bolz
- 1978–1989: Erich Mückenberger
- 1990–1992: Cyrill Pech (Vorsitzender)[8]

### Würdigungen
Für ihr Wirken wurde die DSF als Kollektiv unter anderem mit dem Vaterländischen Verdienstorden in Gold sowie 1972 mit dem Großen Stern der Völkerfreundschaft ausgezeichnet.

## Geschichte

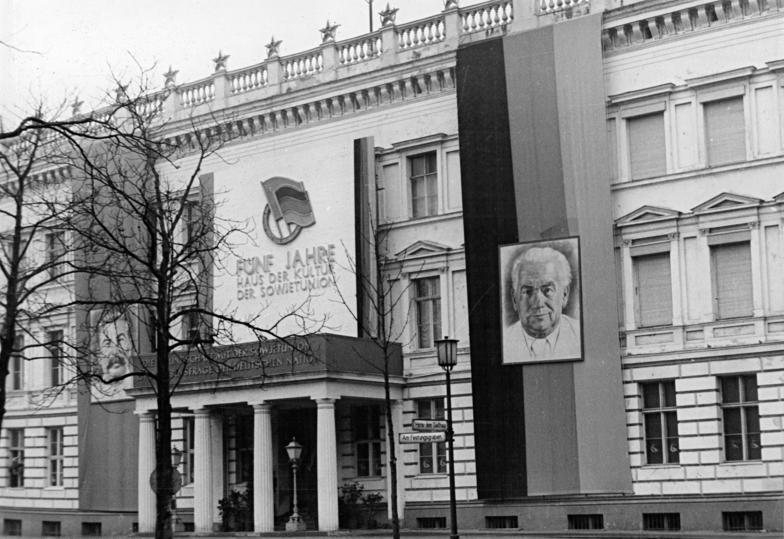
Palais am Festungsgraben, das Berliner Gebäude des Zentralvorstandes der DSF als Haus der Kultur der Sowjetunion, 1952

### Gründung
Die DSF ging am 2. Juli 1949 aus der am 30. Juni 1947 gegründeten Gesellschaft zum Studium der Kultur der Sowjetunion hervor und war nach der Einheitsgewerkschaft FDGB die zweitgrößte Massenorganisation der DDR mit rund 6 Millionen Mitgliedern (1985). Als zahlenmäßig und politisch bedeutendste Freundschaftsgesellschaft war sie Mitglied in der Liga für Völkerfreundschaft der DDR.

### Sektionen in der Bundesrepublik Deutschland und West-Berlin
Auch in der Bundesrepublik Deutschland kam es im September 1950 in Homberg auf dem konstituierenden 1. Kongress zur Gründung einer westdeutschen Organisation. Sie wurde in einzelnen Bundesländern verboten.
In West-Berlin war die DSF als Deutsch-Sowjetische Freundschaftsgesellschaft bis 1990 ein Verein auf der Basis des alliierten Rechts. Sie betrieb bis zu ihrer teilweisen Eingliederung in die 1990 entstandene gesamtdeutsche DSF die Majakowski-Galerie am Kurfürstendamm.

### Entwicklung Ende der 1980er Jahre und Wendezeit

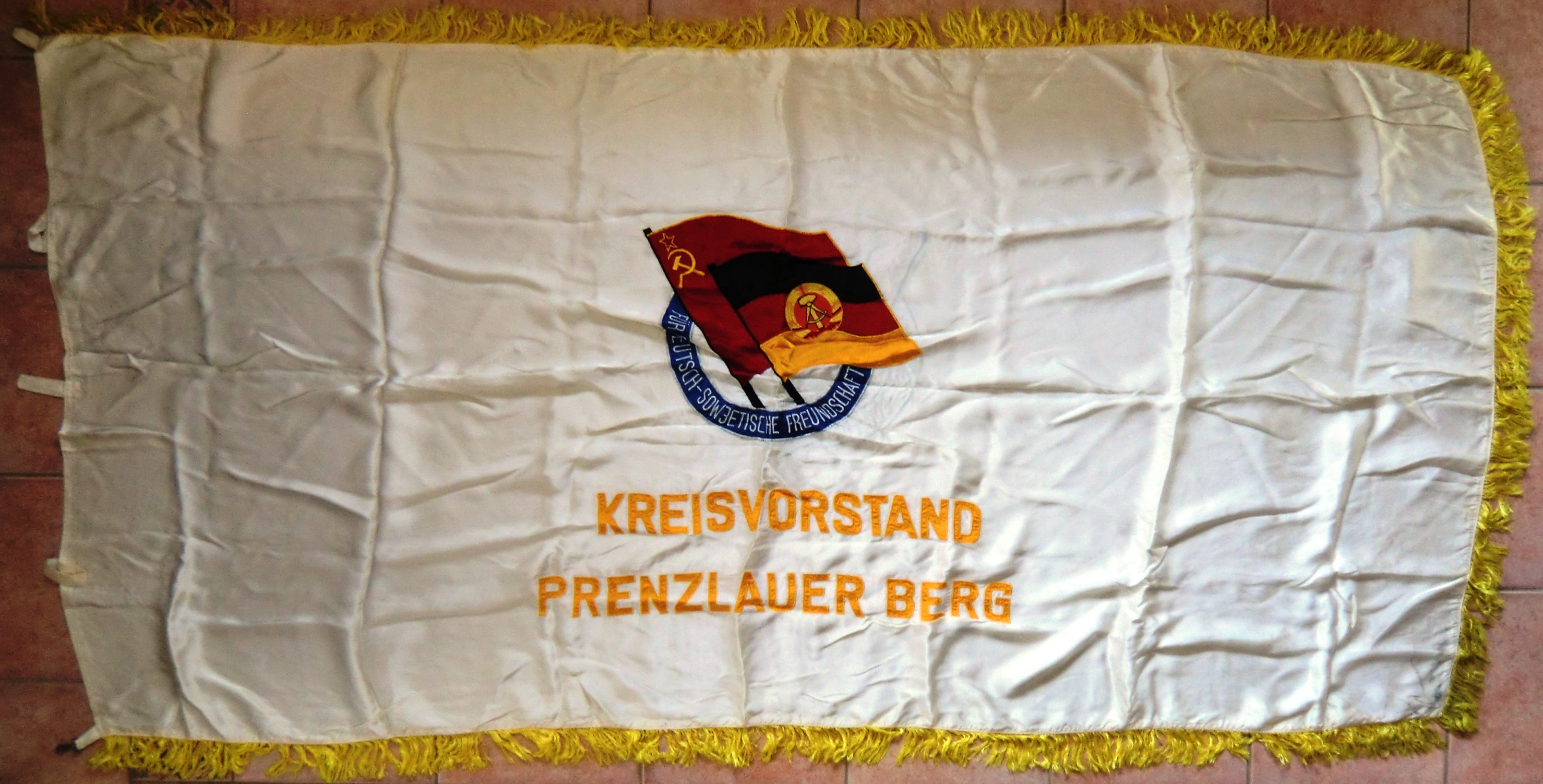
Fahne der Kreisorganisation Berlin Prenzlauer Berg der Gesellschaft für DSF

Ende der 1980er Jahre traten DDR-Bürger der Gesellschaft für Deutsch-Sowjetische Freundschaft bei, um die Glasnost- und Perestroika-Politik von Gorbatschow zu unterstützen und der DDR-Regierung eine klare Absage zu erteilen. Da diese neue sowjetische Politik von der DDR-Partei- und Staatsführung unverhohlen abgelehnt wurde, befand sich die DSF zuletzt in einer zwiespältigen Situation. Zuletzt wurde nur noch informiert, aber jede Stellungnahme oder gar Diskussion über die Verhältnisse in der DDR vermieden. Nach der Wende und friedlichen Revolution verlor die Gesellschaft für Deutsch-Sowjetische Freundschaft wie die meisten Massenorganisationen der DDR den Großteil ihrer meist nur zahlenden Mitglieder. Das von oben verordnete Schweigen führte sowohl bei Funktionären als auch bei vielen Mitgliedern der Gesellschaft zu Unverständnis und Konflikten.
Am 16. November 1989 erklärte daraufhin der Präsident Erich Mückenberger in einem Brief an den Zentralvorstand seinen Rücktritt. Auf einer Tagung des Zentralvorstandes am 29. November 1989 folgte ihm das Sekretariat, und ein zehnköpfiger Arbeitsausschuss übernahm provisorisch die Leitung.
Erstmals in der Geschichte der Gesellschaft für DSF wurde ein außerordentlicher Kongress einberufen. Dieser fand am 27. Januar 1990 in Schwerin statt. Die wichtigsten Ergebnisse waren: die Zustimmung der Delegierten für die weitere Existenz der Gesellschaft für DSF, der Wille der Erneuerung, ein neues Statut und die Wahl eines bedeutend verkleinerten Zentralausschusses mit 33 Mitgliedern sowie eines parteilosen Vorsitzenden. Vorsitzender wurde der Pfarrer Cyrill Pech aus Berlin-Marzahn. Die von der Gesellschaft genutzten „Häuser der Freundschaft“ wurden an Länder und Kommunen zurückgegeben, die Zahl der Mitglieder sank bis November 1991 auf 20.000. Gleichzeitig vollzog sich der Erneuerungsprozess der Gesamtgesellschaft äußerst schwerfällig und widerspruchsvoll.

### Nach der deutschen Einheit

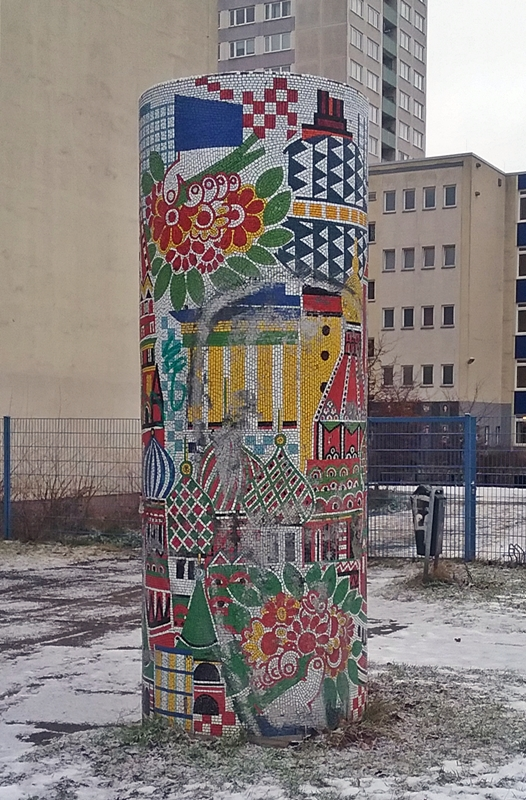
DSF-Mosaiksäule, Marzahn

Nach der deutschen Wiedervereinigung arbeitete sie als eingetragener Verein auf föderativer Basis in den neuen Landesverbänden von Berlin, Brandenburg, Mecklenburg-Vorpommern, Sachsen, Sachsen-Anhalt und Thüringen weiter.
Ein Außerordentlicher Föderativer Verbandstag beschloss am 28. März 1992 die Namensänderung der Gesellschaft für Deutsch-Sowjetische Freundschaft in „Brücken nach dem Osten“ – Föderation von Gesellschaften für Völkerverständigung e. V. Diese wurde am 31. Dezember 1992 aufgelöst. Ein Teil des Vermögens wurde in die Stiftung „West-Östliche Begegnungen“ überführt.

## Trivia
2006 gab es in Ostdeutschland nach Recherchen des Historikers Hubertus Knabe noch 48 Straßen mit dem Namen Straße der DSF. In der Antarktis wurde eine Gebirgsgruppe mit dem Namen Berge der Deutsch-Sowjetischen Freundschaft benannt.